# Таро Папюса

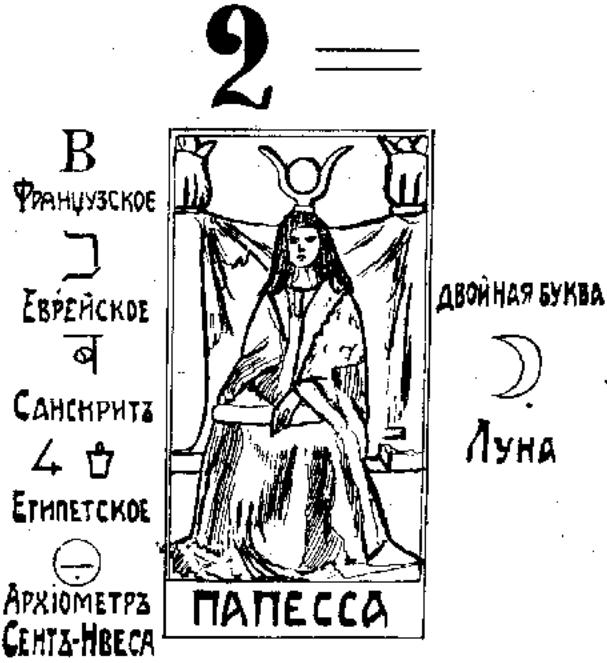
Старший аркан № 2. Жрица Исиды (опознаётся по головному убору) сидит на фоне покрывала Изиды, между 2 колонн Боаз и Яхин — символов масонства

«Таро Папюса» — один из знаменитых дизайнов колоды Таро. Философская концепция дизайна сделана Папюсом, известным оккультистом-каббалистом, основателем Ордена Мартинистов и членом Каббалистического ордена Розы†Креста. Под изображениями карт могут понимать дизайн Габриэля Гулина или Освальда Вирта.
С Папюсом тесно работали другие оккультисты и тарологи, взаимно влияя друг на друга. Например, в Санкт-Петербурге Папюс основал Мартинистскую ложу, в которой председателем был таролог Г. О. Мёбес, и там же мартинистами издавался журнал «Изида», публиковавший всех оккультистов той эпохи.

## Значение Исиды в таро Папюса
Папюс придерживается Египетской версии происхождения карт. В книге «Предсказательное Таро» Папюс называет Исиду богиней Истины, святилище на аркане II её храмом, женщину на аркане III «Изидой Уранией» («Небесной»), и скипетр на аркане IV «скипетром Исиды».

## Колода Таро
После того как Эттейла возродил систему Таро, образовалось две школы: французская Элифаса Леви и английская Мазерса. Эти школы можно назвать родоначальниками более поздних школ Таро. За несколько лет, на их базе появляются две хорошо описанные школы: Папюса, и Уэйта, и в середине XX века Томберг возрождает Марсельское Таро. Есть также другие классификации, по которым колоды Папюса и Вирта относят к Марсельской (французской) традиции, выделяя три другие школы: Эттейллы, Египетскую и Золотой Зари-Уэйта.

### «Цыганское Таро» и колода О. Вирта
В 1889 году Папюс издал книгу «Цыганское Таро», ставшую классикой Таро. Иллюстрациями к ней послужила колода из 22 старших арканов швейцарца Освальда Вирта, изданная в том же году. Вирт и Папюс, были последователями Элифаса Леви, интегрировавшего Таро с Каббалой и создавшего целостную систему, они положили начало особой ветви оккультной традиции Таро.
Папюс назначил старшим арканам астрологические атрибуты, воспользовавшись каббалистической книгой «Сефер Йецира», в которой 22 буквы еврейского алфавита (уже соотнесенные Элифасом Леви со старшими арканами) сопоставляются с тремя стихиями, семью планетами и двенадцатью знаками Зодиака. Эта система, с отдельными вариациями, была вскоре принята оккультистами Германии, России и других стран, но, поскольку зародилась она во Франции, её принято называть французской.
Особенности колоды:
- Карта «Дурак» расположена между «Судом» и «Миром». Карта «Маг» имеет номер 1.
- Карты Младших арканов не «прорисованы», то есть на них только цифры и символические знаки. Например, на карте «Двойка Кубков» будет нарисовано 2 Кубка. На карте «Пятерка Мечей» будет нарисовано 5 Мечей.
- У Папюса карта «Правосудие» имеет номер 8, карта «Сила» — 11.

Также в книге было впервые введено название другого известного дизайна - «Марсельское Таро», собирательно означавшего название особого исторического дизайна карт, до Папюса называвшийся «итальянским».

### «Предсказательное Таро»
В 1909 году Папюс опубликовал книгу «Предсказательное Таро». К ней прилагалась полная колода из 78 карт художника Габриэля Гулина, в виде чёрно-белых иллюстраций, которые читателям предлагалось вырезать и наклеивать на картон для создания собственной колоды. Колода нарисована в жанре классического герметизма и смеси традиций Эттейллы и Леви. Папюс назвал свою работу «полным восстановлением египетского Таро», в колоде было гораздо больше египетского колорита, чем у рисунков Эттейллы, Леви и Вирта. В этом же году была опубликована колода Райдера-Уэйта, весьма похожая на Таро Папюса.

### Последователи
В последующие годы, и особенно в нынешнее время, в связи с развитием типографии и интернет, появилось много последователей. Например:

#### «Таро Папюса» (Papus Tarot)
Данная колода является пиратским переизданием колоды, изданной в 1982 году американской фирмой US Games Systems Стюарта Каплана. Для этого издания оригинальные карты Габриэля Гулина, иллюстрировавшие книгу Папюса «Предсказательное Таро», были перерисованы и раскрашены заново художником Оливье Стефаном. В 1990-х годах неизвестный русский художник перерисовал карты Стефана. Получившаяся колода достаточно сильно отличается от оригинала Папюса.